# Scopesis macropus
Scopesis macropus là một loài tò vò trong họ Ichneumonidae.